# Галгоци, Эржебет
Эржебет Галгоци (венг. Galgóczi Erzsébet; 27 августа 1930, Менфёчанак, Венгрия — 20 мая 1989) — венгерская писательница и журналистка.

## Биография
Родилась в большой крестьянской семье в деревне Менфёчанак (венг. Ménfőcsanaki) и была седьмым ребёнком из восьми детей. С 1941 по 1945 училась в средней школе в городе Дьёр. После школы собиралась поступать в Академию театрального искусства и кинематографии (венг. Színház- és Filmművészeti Egyetem) в Будапеште. Однако родители были против. Она поступает токарем на Машиностроительный завод Raba. В 1950 году она всё-таки поступила на сценарный факультет Академии театрального искусства и кинематографии, который окончила в 1955 году.
Своё первое произведение она написала в двадцатилетнем возрасте — рассказ «На сто процентов» (венг. Száz százalék).
Прозу Галгоци часто называют «крестьянской», поскольку основным местом действия её произведений является именно деревня, а её обитатели — действующие лица. Поначалу проза Галцони отражала дух социалистического реализма. Однако со временем соцреализм её произведений трансформировался в гуманизм. Рассказы Галгоци — трогательные и грустные истории о жизни крестьян в эпоху коллективизации сельского хозяйства, когда политические изменения часто несли негативные социальные последствия для жизни провинции. Изображая столкновение социалистической модернизации, сторонницей которой она выступала, с косностью и рутиной традиционной сельской жизни, ратовала за гуманную политику в отношении крестьянства.
Некоторые произведения писательницы, написанные ею во второй половине жизни, подпадали под политическую цензуру, поскольку открыто рассказывали о том, что скрывали власти. Огромное влияние на творчество писательницы оказала венгерская революция 1956 года.
В 1970-х годах Галгоци открыто призналась в лесбиянстве. Её наиболее известные произведения были написаны уже в поздний творческий период: «Törvényen belül» (рус. По уставу, 1980) и «Vidravas» (1984). В основе этих повестей лежит конфликт из частной жизни самой писательницы: конфликт между крестьянским происхождением и осознанием своей лесбийской сексуальности.
Э. Галгоци умерла 20 мая 1989 года в родительском доме в деревне Менфёчанак от сердечной недостаточности, однако по другим источникам писательница покончила с собой путём передозировки лекарств.

## Экранизации
В 1982 году на экраны вышла драма «Глядя друг на друга» (в ином переводе «Другой путь») режиссёра Кароя Макка. В основу картины легли рассказы Э. Галгоци «Паутина», «Уж лучше пусть больно», «Социализм под камышовыми крышами». Фильм получил множество премий, в том числе в двух номинациях на Каннском кинофестивале в 1982 году.
Эржебет Галгоци написала несколько сценариев для телевизионных постановок.